# ذم علكة (الصومعة)

تعديل مصدري - تعديل

ذم علكة هي إحدى قرى عزلة الصومعة بمديرية الصومعة التابعة لمحافظة البيضاء، بلغ تعداد سكانها 122 نسمة حسب تعداد اليمن لعام 2004.